# Atarba incisurata
Atarba incisurata är en tvåvingeart som beskrevs av Alexander 1938. Atarba incisurata ingår i släktet Atarba och familjen småharkrankar. Inga underarter finns listade i Catalogue of Life.